# Badminton 1930
Höhepunkte des Badmintonjahres 1930 waren die All England, die Irish Open und die Scottish Open.
==Internationale Veranstaltungen ==
| Veranstaltung | Herreneinzel        | Dameneinzel      | Herrendoppel                        | Damendoppel                   | Mixed                          |
| ------------- | ------------------- | ---------------- | ----------------------------------- | ----------------------------- | ------------------------------ |
| All England   | Donald C. Hume      | Marjorie Barrett | Frank Devlin Gordon Mack            | Marjorie Barrett Violet Elton | Herbert Uber Betty Uber        |
| Irish Open    | Willoughby Hamilton | Betty Uber       | Herbert S. Uber Donald C. Hume      | Marian Horsley Betty Uber     | Herbert S. Uber Betty Uber     |
| Scottish Open | Willoughby Hamilton | Marian Horsley   | Arthur Hamilton Willoughby Hamilton | Margaret Tragett C. T. Duncan | Arthur Hamilton Mavis Hamilton |